# Baba Iagà
A la mitologia eslava, la Baba Iagà (Ба́ба-яга́ en rus, Baba Jaga en polonès) és un personatge sorgit dels antics cultes matriarcals. Baba Iagà és una de tres germanes amb el mateix nom, representada com una dona vella amb aspecte deformat i ferotge. Des del segle xix, a la Baba Iagà se la representa com una bruixa que viatja volant dins un morter (i armada amb la mà de morter). Viu a la part més profunda del bosc, en una cabanya que acostuma a tenir una o dues potes de pollastre. La Baba Iagà pot ajudar o fer la vida impossible a aquells que la busquen o se la troben (depenent del conte i de les circumstàncies). De vegades representa un rol maternal, i acostuma a estar lligada a la vida del bosc on viu. Segons la morfologia dels contes tradicionals de Vladimir Propp, la Baba Iagà pot aparèixer amb els papers de donant, d'antagonista, o representar un rol ambigu.
Andreas Johns identifica la Baba Iagà com "una de les figures més memorables i distintives de la mitologia eslava", i en destaca el seu caràcter enigmàtic i sorprenentment ambigu. Johns resumeix la Baba Iagà com una figura multifacètica, la representació moderna d'una o diverses deesses, una matriarca totèmica o la dona inciadora; la imatge arquetípica de la Mare Natura.

## Etimologia
Existeixen diverses variacions del nom Baba Iagà en totes les llengües eslaves orientals. El primer element, baba, es tracta clarament d'una paraula infantil, la traducció més clara de la qual seria "iaia", ja que té el significat de "dona vella" i d'"àvia" a la vegada, però sense implicar necessàriament una relació familiar. La paraula Baba encara es fa servir amb aquest sentit en serbocroat i en búlgar. En rus, la paraula babuixka (бабушка, àvia en català) deriva de baba, igual que babcia en polonès o ucraïnès.
En polonès i txec, el terme es pot considerar pejoratiu, implicant lletjor. Com altres mots eslaus relacionats amb el grau familiar, baba s'acostuma a fer servir fora de la família. Per exemple, en diverses llengües i dialectes eslaus, la paraula baba s'utilitza per a referir-se a animals, objectes o fenòmens naturals; així com a accidents geogràfics.

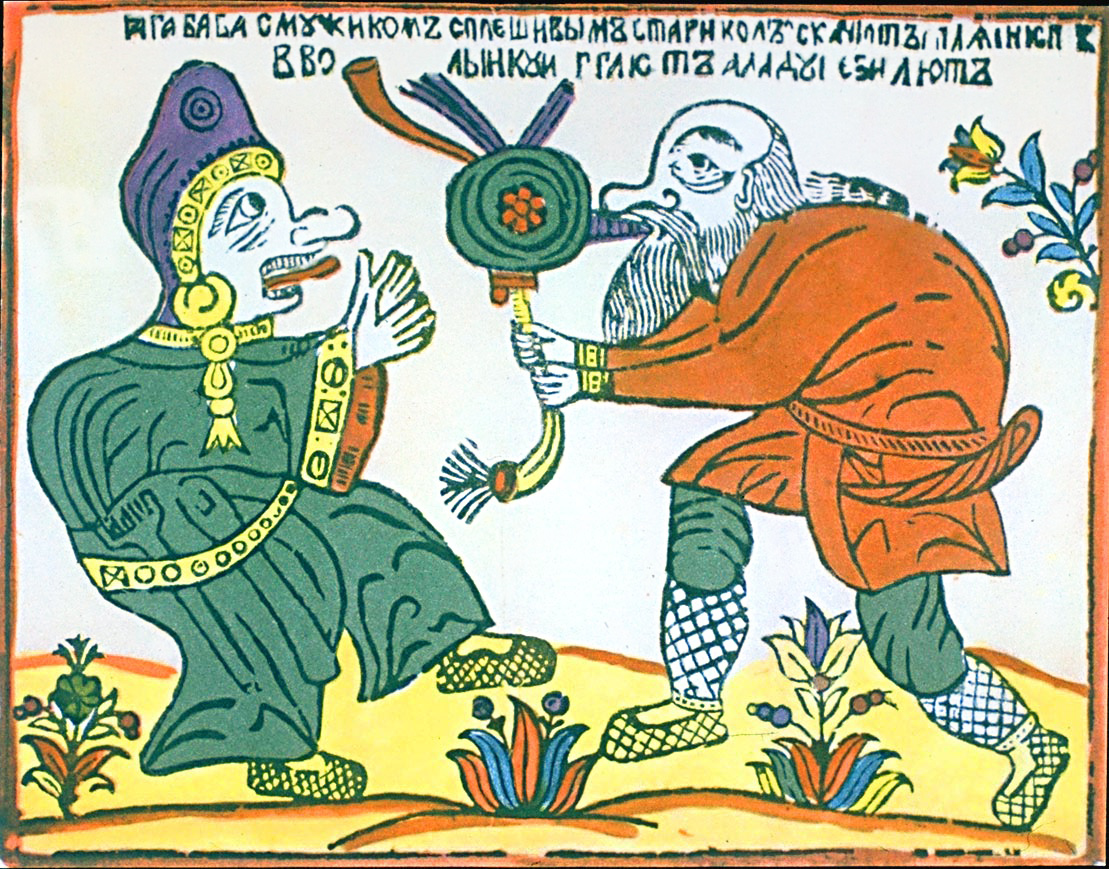
Lubok on s'hi representa la Baba Iagà ballant amb un home (s.XVIII).

Aquestes associacions terminològiques comporten diverses teories sobre la figura de la Baba Iagà, tot i que és probablement que el terme baba tregui el seu significat del terme original, referint-se a "iaia". Pot ser que el terme aparegui per tal de glossar l'element iagà amb un component familiar. Pot ser també que baba servís per a diferenciar la Baba Iagà d'un possible equivalent masculí.
No es coneix l'origen exacte del segon element del nom, Iagà. Tot i així, la teoria més acceptada és la proposada per Aleksandr Afanàssiev el segle xix. Segons Afanàssiev, Iagà deriva del protoeslau * ǫžь, del sànscrit अहि ahi ("serp"). Aquesta etimologia ha estat estudiada i explorada durant el segle XX sense cap consens majoritari.
Existeix molta terminologia derivada de Iagà a les llengües eslaves modernes: en serbocroat jeza (horror, calfred), en eslovè jeza (ràbia), en txec antic jězě (bruixa), en txec modern jezinka (dríada, nimfa), i en polonès jędza (bruixa, fúria). Alguns termes semblants en llengües no eslaves també podrien derivar-ne, com és el cas de l'anglès antic, el nòrdic antic o del lituà.

## Mitologia

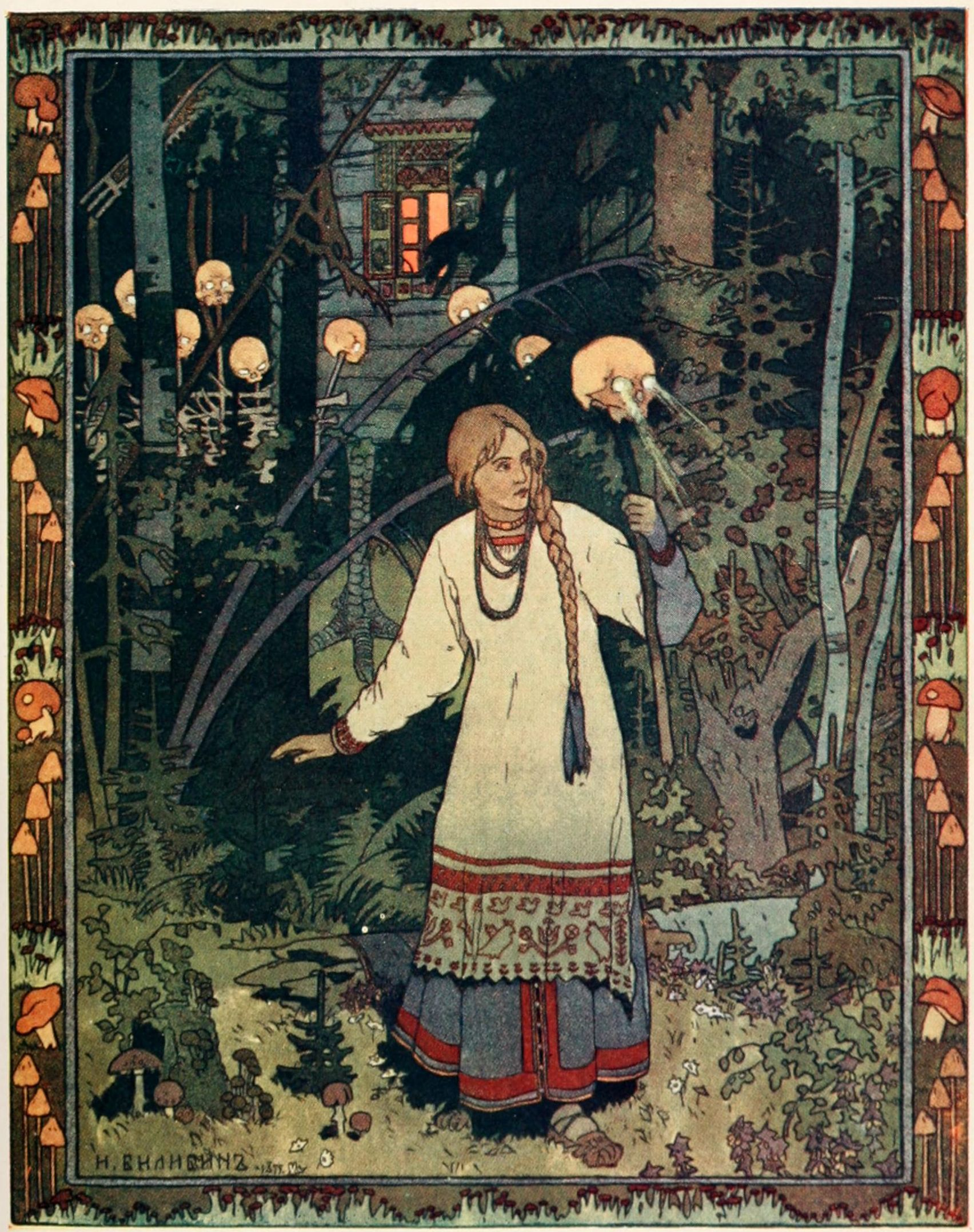
La heroïna Vassilissa davant de la cabanya de la Baba Iagà. Ivan Bilibin, 1902.

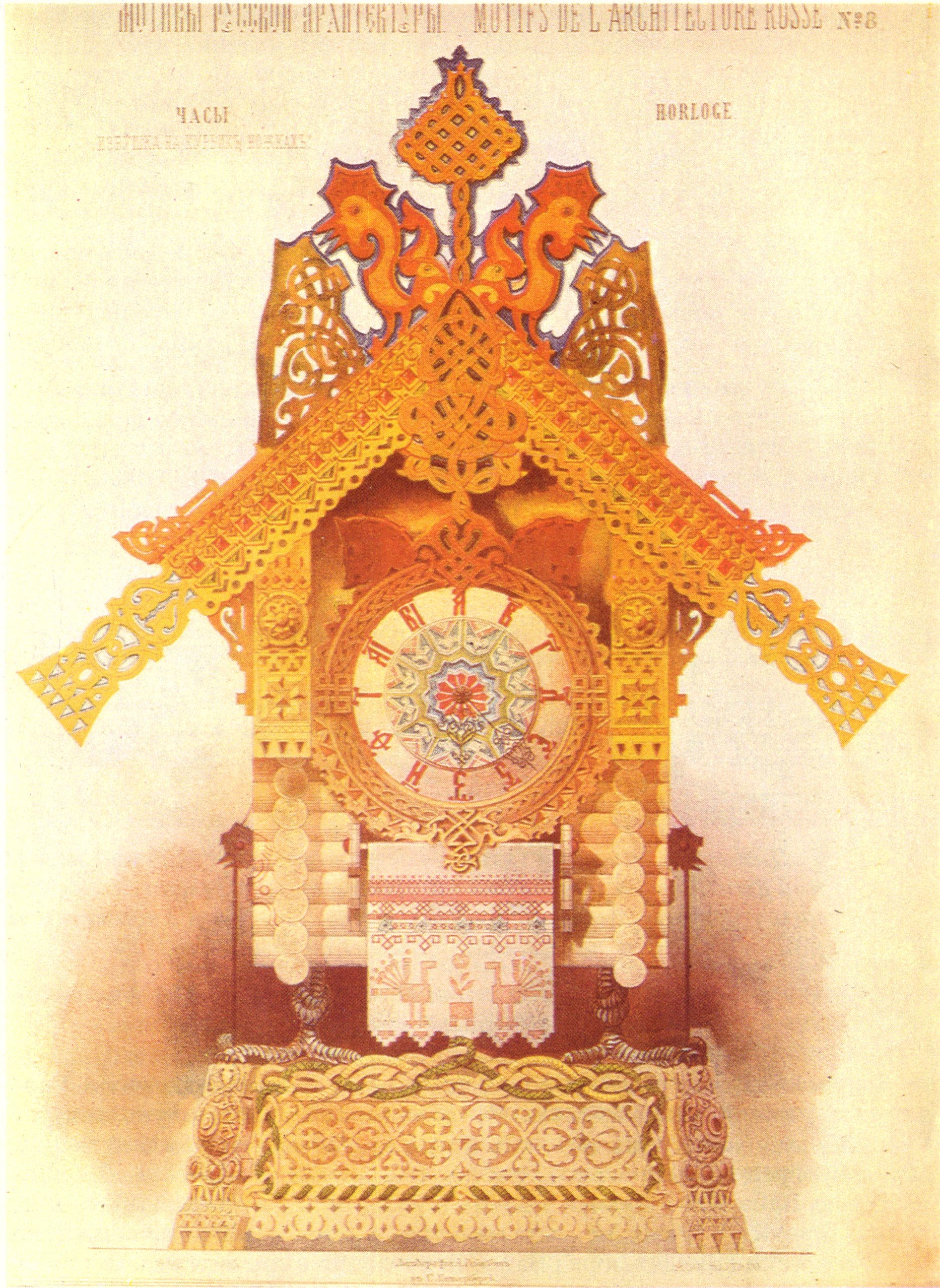
La cabanya amb potes d'ocell, de Víktor Hartmann representa un rellotge amb la forma de la cabanya de la Baba Iagà.

La primera referència clara a la Baba Iagà (Iagà baba) apareix el 1755 a la Gramàtica russa (Rossískaia grammàtika) de Mikhaïl V. Lomonóssov. Lomonóssov menciona la Baba Iagà un parell de cops, així com altres figures de la mitologia eslava. Una de les mencions de Lomonóssov és en una llista de déus eslaus, on s'hi presenten equivalències al panteó romà. Cal destacar que la Baba Iagà hi apareix sense equivalent, reafirmant la seva singularitat.
A les narracions on apareix la Baba Iagà se la descriu amb una gran varietat d'atributs: una cabanya amb potes de pollastre, un morter, una mà de morter i/o una escombra. La Baba Iagà acostuma a dur l'epítet de "cama ossuda" (Baba Iagà kostianaia nogà), i quan és dins la seva cabanya, resta estirada damunt l'estufa i arriba d'una cantonada a l'altra de l'habitació. La Baba Iagà també acostuma a mencionar l'"olor russa" (russki dukh) d'aquells amb qui es troba. En algunes versions el seu nas es pot clavar al sostre. Sempre s'acostuma a fer èmfasi en la seva lletjor o la repulsa del seu nas o d'altres parts del cos.
En alguns contes un trio de Baba Iagàs apareixen com a germanes, totes amb el mateix nom. a la versió d'Aleksandr Afanàssiev del conte tradicional rus "La jove Tsar"(s.XIX), Ivan, un fill de mercant jove i guapo, acaba topant-se amb la llar de tres Baba Iagàs.

## Figures relacionades o anàlogues
La Ježibaba, una figura estretament relacionada amb la Baba Iagà, acostuma a aparèixer als contes i mitologia dels eslaus occidentals. Tant el nom Ježibaba com les seves variants estan directament relacionades amb la Baba Iagà. Probablement totes dues figures sorgeixin d'un origen comú medieval o fins i tot anterior. Totes dues comparteixen el seu caràcter ambigu, tot i que les seves descripcions físiques poden arribar a diferir molt depenent del conte i de la regió.
Hi ha diversos éssers a la mitologia europea que comperteixen un cert grau de similitud amb la Baba Iagà. Aquestes similituds podrien ser producte de la relació directa entre eslaus orientals i altres pobles. A Europa de l'Est, aquests éssers inclouen la Gorska Maika (Mare del bosc) búlgara, les Baba Korizma, Gvozdenzuba i Baba Roga dels Balcans o la Baba Pehtra eslovena.
A altres regions europees podem trobar-hi la Perchta alpina, la Holda alemanya o la Chlungeri suïssa. A Sicília s'hi pot trobar un personatge similar anomenada La Mamma-dràa (La Mare ogressa).

## En la cultura popular
La figura de la Baba Iagà apareix directament o indirectament en diversos aspectes de la cultura popular:
- A l'obra per a piano Quadres d'una exposició del compositor rus Modest Mussorgski es fa referència a la Baba Iagà. El novè moviment de la suite està inspirat en un dibuix de Víktor Hartmann d'un rellotge amb la forma de la cabanya de la Baba Iagà.[14]
- La Baba Iagà és un dels antagonistes principals de Hellboy a l'Univers Hellboy.[15]
- El videojoc Rise of Tomb Raider (2015) té un DLC anomenat Baba Yaga: The Temple of the Witch.
- Al videojoc The Witcher 3: Wild Hunt (2015) hi apareixen tres bruixes basades en la Baba Iagà.